# Amt Neustadt (Dosse)
Het Amt Neustadt (Dosse) is een samenwerkingsverband van zes gemeenten in het Landkreis Ostprignitz-Ruppin in de Duitse deelstaat Brandenburg. Het amt telt 7.620 inwoners. Het bestuurscentrum is gevestigd in de stad Neustadt.

## Gemeenten
Het amt omvat de volgende gemeenten:
1. Breddin (1.046)
2. Dreetz (1.254)
3. Neustadt (Dosse) (stad) (3.742)
4. Sieversdorf-Hohenofen (858)
5. Stüdenitz-Schönermark (683)
6. Zernitz-Lohm (981)

Breddin ·
Dabergotz ·
Dreetz ·
Fehrbellin ·
Heiligengrabe ·
Herzberg (Mark) ·
Kyritz ·
Lindow ·
Märkisch Linden ·
Neuruppin ·
Neustadt (Dosse) ·
Rheinsberg ·
Rüthnick ·
Sieversdorf-Hohenofen ·
Storbeck-Frankendorf ·
Stüdenitz-Schönermark ·
Temnitzquell ·
Temnitztal ·
Vielitzsee ·
Walsleben ·
Wittstock/Dosse ·
Wusterhausen/Dosse ·
Zernitz-Lohm